# Cobanus bifurcatus
Cobanus bifurcatus är en spindelart som beskrevs av Arthur M. Chickering 1946. Cobanus bifurcatus ingår i släktet Cobanus och familjen hoppspindlar. Inga underarter finns listade i Catalogue of Life.